# Steinkreis von Killin

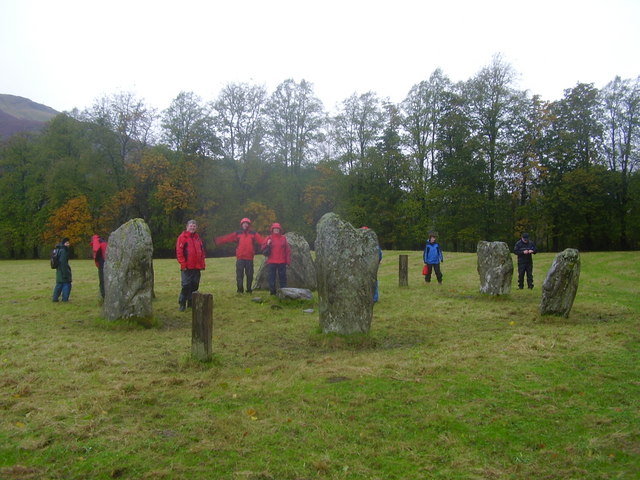
Steinkreis von Killin

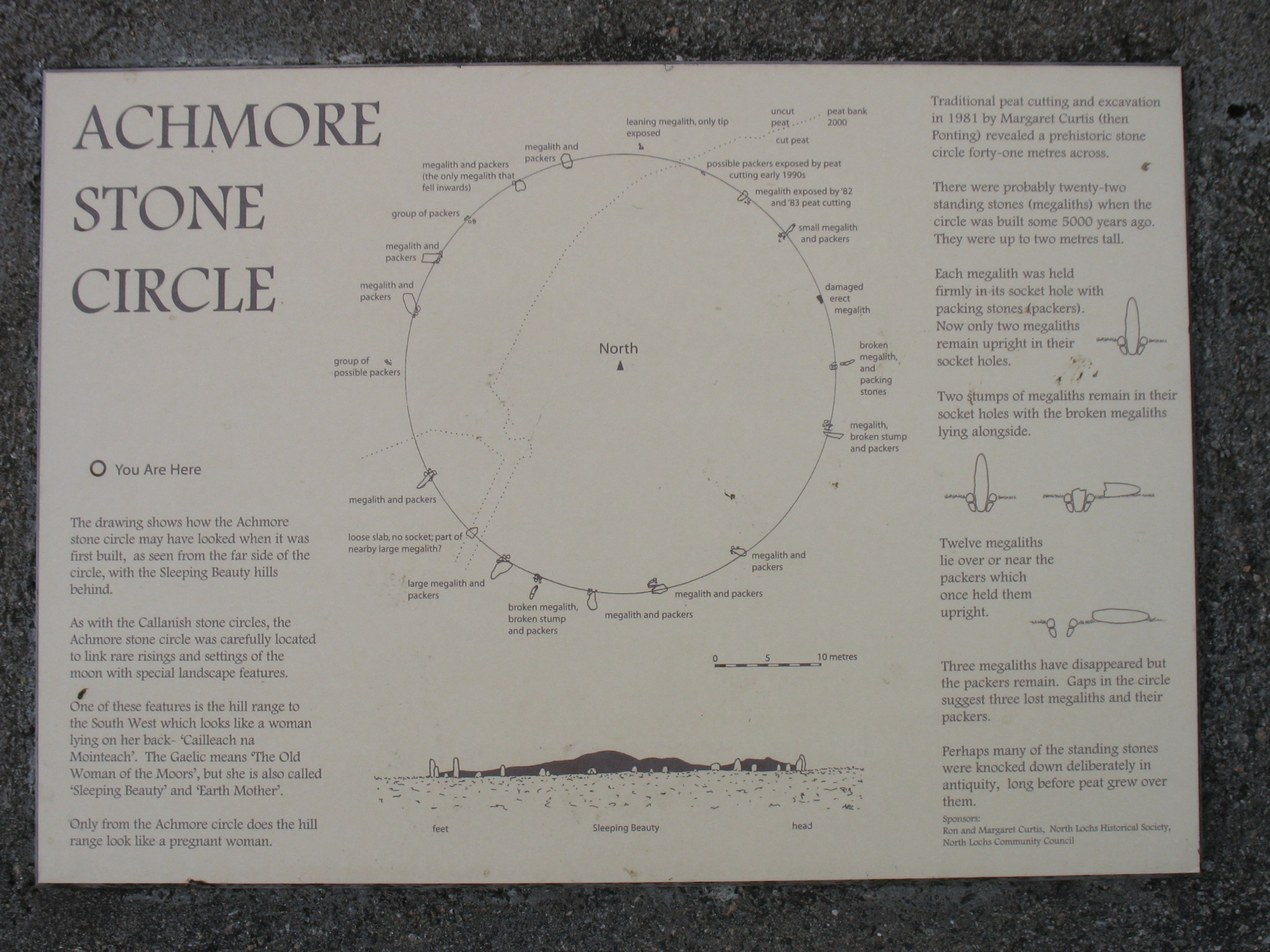
Steinkreis von Killin

Der Steinkreis von Killin (auch von Achmore oder Kinnell Park genannt) ist ein ovaler Steinkreis, bestehend aus sechs Steinen. Er liegt südlichen des Flusses Dochart, 100 m von der Kinnell Farm, östlich des Dorfes Killin in Perthshire in Schottland. Ein gleichnamiger, Achmore genannter  Steinkreis liegt auf der Hebrideninsel Lewis.
Der früheste Bericht über Killin stammt aus dem Jahr 1884 und wurde von Reverend Hugh Macmillan (1833–1903) verfasst. Er bezeichnet den 10,0 × 8,5 m messenden Ring als kleinen, ebenmäßigen und kompakten Druidenkreis aus sieben oder acht 1,4 bis 1,9 m großen massiven Menhiren (englisch Standing stones), von denen einer ein paar schwache Cup-and-Ring-Markierungen aufweist. Macmillans Steinzahl von sieben bis acht ist angesichts der regelmäßigen Abstände unwahrscheinlich, aber der Kreis ist nicht ausgegraben worden. Der Steinkreis wurde 1910 von Fred Coles untersucht, der 1899 einen ersten Überblick über die schottischen Kreise veröffentlichte. Coles berichtet, dass ein Stein verkippt war. Dieser Stein muss wieder aufgestellt worden sein.
Killin ist das am besten erhaltene Beispiel einer Gruppe von sechs hohen Steinkreisen, die fast ausschließlich im Westen von Perthshire stehen und Schälchen (englisch cups) tragen. Ihre Ringe sind oval und werden in der Höhe zum Südwesten hin kleiner. Killin ist ein typisch westlicher Ring.